# コリン・カーティス
コリン・ベネディクト・カーティス（Colin Benedict Curtis、1985年2月1日 - ）は、アメリカ合衆国・ワシントン州イサクア出身のプロ野球選手（外野手）。左投左打。

## 経歴

### プロ入り前
イクアサ高等学校在籍時の15歳の時に精巣腫瘍を患った過去がある。
2003年のMLBドラフトでシンシナティ・レッズから50巡目指名されたが、アリゾナ州立大学へ進学する。

### プロ入りとマイナー時代とヤンキース時代
2006年のMLBドラフトでニューヨーク・ヤンキースから4巡目指名され、入団。
2010年6月21日にメジャーに昇格し、同日のアリゾナ・ダイヤモンドバックス戦の5回にA.J.バーネットの代打で出場してメジャーデビューを果たした。翌22日の同カードでチャド・クオルズからメジャー初安打、7月21日のロサンゼルス・エンゼルス・オブ・アナハイム戦では7回にスコット・シールズからメジャー初本塁打を記録した。7月31日にクリーブランド・インディアンスから獲得したばかりのオースティン・カーンズをロースター入りさせる為、AAA級スクラントン・ウィルクスバリ・ヤンキースへ降格した。ロースター拡大後の9月6日に再昇格した。ポストシーズンのロースターにも登録され、この年のアメリカンリーグチャンピオンシップシリーズのテキサス・レンジャース戦に出場している。
2011年は、スプリングトレーニングで負傷し、DLで開幕を迎える。4月15日に右肩の手術を受け、シーズンを終えた。
2012年8月1日に解雇された。

### 独立リーグ時代
その後、アトランティックリーグのサマセット・ペイトリオッツと契約を結び、41試合に出場した。オフに退団。その後は、野球界から遠ざかっている。

## 詳細情報

### 年度別打撃成績
| 年 度    | 球 団    | 試 合 | 打 席 | 打 数 | 得 点 | 安 打 | 二 塁 打 | 三 塁 打 | 本 塁 打 | 塁 打 | 打 点 | 盗 塁 | 盗 塁 死 | 犠 打 | 犠 飛 | 四 球 | 敬 遠 | 死 球 | 三 振 | 併 殺 打 | 打 率 | 出 塁 率 | 長 打 率 | O P S |
| -------- | -------- | ----- | ----- | ----- | ----- | ----- | -------- | -------- | -------- | ----- | ----- | ----- | -------- | ----- | ----- | ----- | ----- | ----- | ----- | -------- | ----- | -------- | -------- | ----- |
| 2010     | NYY      | 31    | 64    | 59    | 7     | 11    | 3        | 0        | 1        | 17    | 8     | 0     | 0        | 0     | 0     | 4     | 0     | 1     | 15    | 0        | .186  | .250     | .288     | .538  |
| MLB：1年 | MLB：1年 | 31    | 64    | 59    | 7     | 11    | 3        | 0        | 1        | 17    | 8     | 0     | 0        | 0     | 0     | 4     | 0     | 1     | 15    | 0        | .186  | .250     | .288     | .538  |

### 背番号
- 22 (2010年 - 同年途中)
- 27 (2010年途中 - 同年終了)